# Drets fonamentals

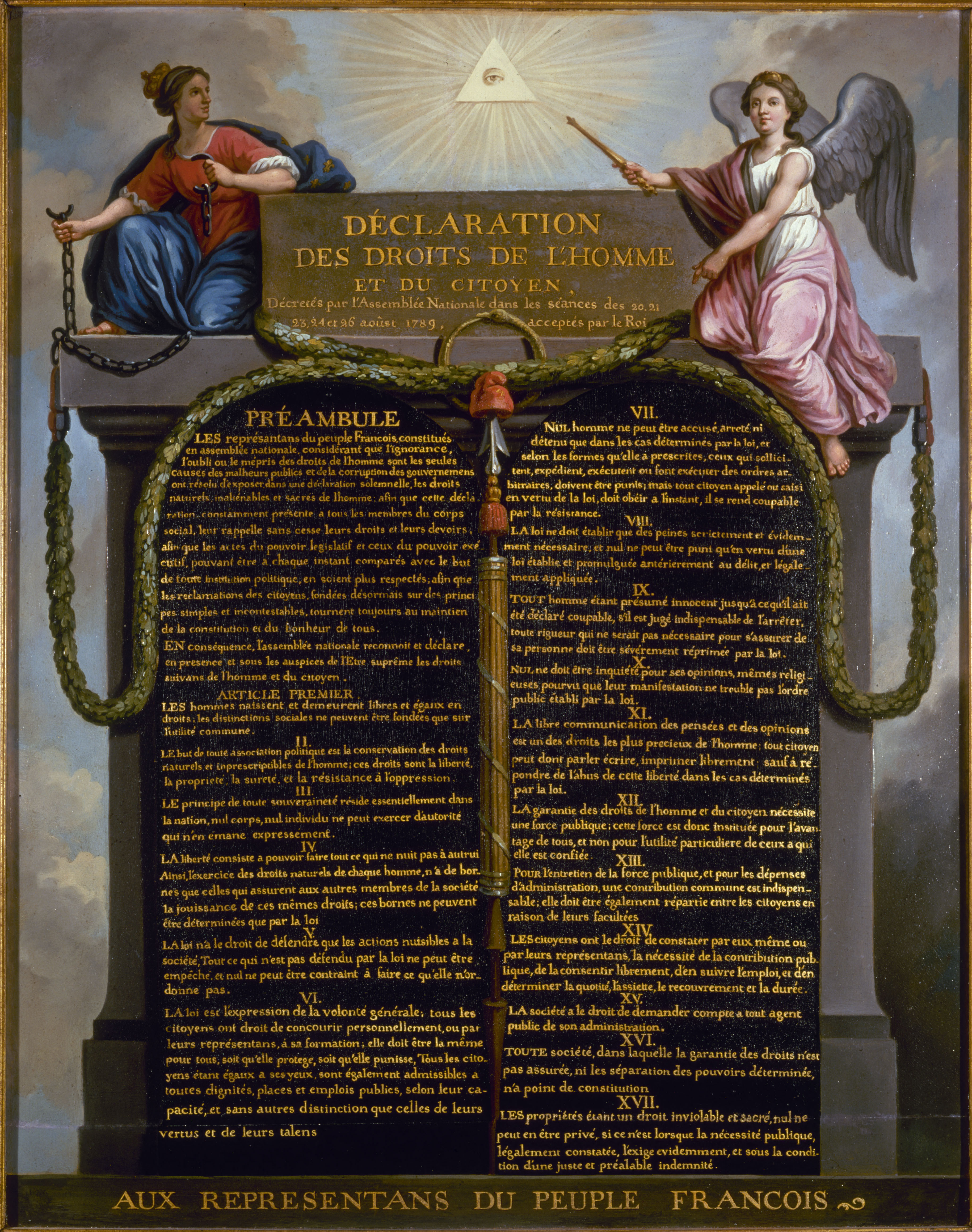
Declaració dels Drets de l'Home i del Ciutadà.

Els drets fonamentals són una part dels drets constitucionals, aquells als quals la Constitució atorga les màximes garanties.
El concepte de drets fonamentals pot tenir més d'una definició: En el cas espanyol, en un sentit ampli, i menys precís tècnicament, es refereix a tots els drets que es recullen en el títol I de la Constitució; en un sentit més estricte, i més precís jurídicament, aquesta denominació es reserva per a alguns drets constitucionals que la norma fonamental considera el nucli central de l’estatus jurídic de l’individu i que estan inclosos en una secció determinada del títol I, que s'anomena «dels drets fonamentals i de les llibertats públiques».
A nivell històric, alguns pensadors com John Locke, Jean-Jacques Rousseau i Thomas Paine ja havien defensat que existien certs drets inherents a la condició humana, independents de la seva formalització en contractes o lleis. Aquests drets, segons ells, tenien caràcter universal. Però la posterior incorporació d’aquests drets en les constitucions va suposar un canvi substancial: els ideals filosòfics van passar a convertir-se en normes jurídiques vinculants, transformant els drets humans en drets fonamentals.
Pel que fa a la naturalesa jurídica dels drets fonamentals, cal tenir en compte que, segons ha reiterat el Tribunal Constitucional, tenen un doble caràcter: 
1. Els drets fonamentals com a drets subjectius: Representen un conjunt de facultats que les persones poden exercir per tal de demanar la tutela pública en cas de vulneració per part d'una tercera persona o d'un poder públic. Hi ha drets subjectius de diferents tipus, atorgats pels contractes, per la llei o per la Constitució. En aquest darrer supòsit hi trobem els drest fonamentals: drets subjectius que gaudeixen d'una protecció singular i superior a la dels altres drest subjectius creats per la llei.[1]
2. Els drets fonamentals com a drets objectius: Representen un sistema objectiu de valors. Són el fonamnet de l'ordre públic de la comunitat constituïda i, per tant, un element estructurador de l'Estat en tant que determinen l'actuació dels poders públics, són allò que li dona sentit. D'això també se'n deriva el seu caràcter de drets irrenunciables.[1]

Cal tenir en compte que els drets fonamentals també tenen un component internacional pel que fa a la interpretació. Com explicita l'article 10 de la Constitució Espanyola: "Les normes relatives als drets fonamentals i a les llibertats que la Constitució reconegui s'interpretaran de conformitat amb la Declaració Universal de Drets Humans i els Tractats i els Acords Internacionals sobre aquestes matèries ratificats per Espanya."
L'Objectiu de Desenvolupament Sostenible 16 de les Nacions Unides, establert el 2015, subratlla el vincle entre la promoció dels drets humans i el manteniment de la pau.

## Llista de drets importants
Entre els drets universalment reconeguts que es consideren fonamentals, és a dir, continguts en la Declaració Universal dels Drets Humans de les Nacions Unides, el Pacte Internacional de Drets Civils i Polítics de l'ONU, o el Pacte Internacional de Drets Econòmics, Socials i Culturals de l'ONU, s'inclouen els següents:
- Dret a l'autodeterminació[5]
- Dret a la llibertat[6]
- Dret al degut procés legal[6]
- Dret a la llibertat de moviment[7]
- Dret a la intimitat[8]
- Dret a la llibertat de religió[9]
- Dret a la llibertat d'expressió[10]
- Dret de reunió pacífica[11]
- Dret a la llibertat d'associació[12]